# دوروثي أدكينز
دوروثي أدكينز (بالإنجليزية: Dorothy Adkins)‏ هي عالمة نفس أمريكية، ولدت في 1912، وتوفيت في 1975.